# Stimuli (film)
|  | Denne artikel er oprettet af botten Steenthbot ud fra en ekstern database. Den kan derfor have sproglige fejl eller mangler. Denne skabelon kan fjernes efter kontrol af indholdet. |

Stimuli er en dansk børnefilm fra 2019 instrueret af Viktor Sigurjónsson.

## Handling
En dag i en ældre kvindes liv.

## Medvirkende
- Ragnheiður Steindórsdóttir, Gudlin
- Melkorka Embla Hjartardóttir, Ekspeditricen i isbutikken